# 迈克·尤佐利诺
迈克尔·艾伦·尤佐利诺（英語：Michael Alan Iuzzolino，1968年1月22日—），美国NBA联盟前职业篮球运动员。他在1991年的NBA选秀中第2轮第35顺位被达拉斯小牛选中。